# Amanda Somerville
Amanda Somerville (Flushing, 7 marzo 1979) è un mezzosoprano e compositrice statunitense conosciuta principalmente per aver collaborato con varie band metal europee.

## Biografia

### Vita privata
Nata e cresciuta a Flushing nel Michigan, ha cominciato a cantare in giovane età, esibendosi in diversi eventi scolastici della scuola primaria e secondaria. Si è diplomata con un anno di anticipo alla Flushing Senior High School, e si è iscritta alla University of Michigan-Flint, per poi avviarsi nel 1997 alla carriera di cantante professionista cantando in vari gruppi musicali nell'area di Flint. Nel 1999 si è trasferita in Germania per motivi sentimentali, dove tuttora risiede e lavora, nonostante spesso ritorni nella sua patria natia.

### Carriera da solista
Dopo essersi trasferita in Germania, entra in contatto nel 2000 con il produttore Sascha Paeth, col quale remixa due canzoni, Blue Nothing e Angel of Mine, e registra il brano This and That. Nasce una prolifica collaborazione che porta la Somerville dapprima a cantare nei Virgo, side project di Paeth con Andre Matos, ed in seguito a numerose partecipazioni nei lavori di famosi gruppi metal europei quali Epica, Avantasia, Kamelot, Edguy e After Forever. Nel 2003 partecipa alla produzione di Days of Rising Doom, primo album del supergruppo progressive metal Aina, come creatrice del concept e scrittrice di tutti i testi, oltre ad avervi contribuito alla composizione musicale, ad apparirvi come cantante e a supervisionare le parti di canto in qualità di vocal coach. Agli inizi del 2008 sostituisce Simone Simons, di cui Amanda è stata insegnante di canto, in occasione del tour americano degli Epica, quest'ultima affetta da una infezione da Staphylococcus aureus. Nel 2009 pubblica il suo secondo album solista intitolato Windows, composto da 12 tracce e caratterizzato da "un mix di diversi stili musicali e la distintiva voce di Amanda Sommerville" . Nel 2010 collabora con Michael Kiske (Helloween) a un progetto musicale denominato Kiske/Somerville che esce il 24 settembre.

### Trillium
Nel 2011 fonda un nuovo progetto rock/metal, Trillium, lavorando insieme a Sascha Paeth, Michael Rodenberg e Sander Gommans. In autunno esce il primo album, Alloy. Inoltre entra in pianta stabile negli HDK, band fondata da Sander Gommans.
L'8 giugno 2018 i Trillium pubblicheranno il loro secondo album dal nome Tectonic.

## Formazione
In eventi live, le sue performance da artista solista sono accompagnate da diversi musicisti appartenenti alla scena heavy metal tedesca:
- Amanda Somerville - voce, pianoforte
- Sascha Paeth - chitarra,  voce addizionale
- Olaf Reitmeier - basso,  voce addizionale
- Michael Rodenberg - tastiere,  voce addizionale
- Robert Hunecke-Rizzo - batteria,  voce addizionale

## Discografia

### Da solista
- 2000 - In the Beginning There Was...
- 2000 - Blue Nothing (EP)
- 2003 - Never Alone (EP)
- 2008 - Windows

### Kiske/Somerville
- 2010 - Kiske - Somerville
- 2015 - City of Heroes

### Trillium
- 2011 - Alloy
- 2018 - Tectonic

### HDK
- 2014 - Serenades of the Netherworld

## Collaborazioni
Amanda ha partecipato alla realizzazione dei seguenti album, principalmente come cantante, produttrice e corista:
- 2001 - Virgo: Virgo
- 2002 - Luca Turilli: Prophet of the Last Eclipse
- 2002 - Shaman: Ritual
- 2003 - Aina: Days of Rising Doom
- 2003 - Epica: The Phantom Agony
- 2004 - After Forever: Invisible Circles
- 2004 - Asrai: Touch in the Dark
- 2004 - Edguy: Hellfire Club
- 2004 - Epica: We Will Take You with Us
- 2005 - After Forever: Remagine
- 2005 - Epica: Consign to Oblivion
- 2005 - Kamelot: The Black Halo
- 2005 - Shaman: Reason
- 2006 - Epica: The Road to Paradiso
- 2006 - Edguy: Rocket Ride
- 2007 - After Forever: After Forever
- 2007 - Epica: The Divine Conspiracy
- 2007 - Kamelot: Ghost Opera
- 2008 - Avantasia: The Scarecrow
- 2009 - Epica: Design Your Universe
- 2010 - Kamelot: Poetry for the Poisoned
- 2011 - Avantasia: The Flying Opera
- 2012 - Docker's Guild: The Mystic Technocracy - Season 1: The Age of Ignorance
- 2013 - Avantasia: The Mystery Of Time
- 2016 - Docker's Guild: The Heisenberg Diaries - Book A: Sounds of Future Past
- 2020 - Ayreon: Transitus
- Varie collaborazioni con altre band quali: Felony, Reverend Right Time and the First Cousins of Funk, Lunatica, Ebony Ark, ecc.

Inoltre ha anche scritto musica su commissione nelle seguenti occasioni:
- 2005 - per l'apertura del Phaeno Science Center, ha composto ed eseguito un brano riguardante tale evento.
- 2005 - ha composto due jingle per l'azienda farmaceutica Boehringer Ingelheim per la produzione del vaccino contro l'influenza suina.